# Athetis palustris
Athetis palustris là một loài bướm đêm trong họ Noctuidae.